# ダムと環境
ダムと環境（ダムとかんきょう）では、ダムが環境に及ぼす影響などを詳述する。
ダムは、自然環境を大規模かつ人為的に変更する機能を有するため、環境にあたえる変化や影響も大きい。建設時点では把握・解明されていなかったことも多く、エジプトのアスワン・ハイ・ダムなどに見られるように、建設後に問題が発生することがある。ダムによる環境変化については、ダムに対する社会的背景により、客観的研究が極めて少ない。ダムの建設数が減少傾向にあることや、流域の需要や必要性の変化により新たな維持管理手法が研究されつつあることを受け、ダムが引き起こす環境変化の研究への要望が高まってきている。

## ダムに起因する環境変化
ダムの貯水・放流によって河川の流況が大きく変動する。水量・水流の変化や水質の変化が主な課題である。これらに対する管理者の対策も図られている。

### ダム湖の水質変化
ダム湖に流入する土砂や有機物により、ダム湖内で固有の水質の変化が起きる。ダム湖に流入する河川の水質とダムから放出される水質の変化はダムの形式や規模にも大きく左右される。ダムに蓄積された泥水は、その水質を悪化させることもある。一般的には、ダムが造られると、そこにたまる水は濁るようになる。
特に洪水時の濁水が、洪水終了後もダム湖内に留まり沈殿しにくいサイズの小さい含有物が長期間ダム湖水中に漂うことで長期間ダム湖が濁る状態を濁水長期化現象と呼ぶ。湖水循環の作用や、生物の生産作用も加わり、年間を通じて透明度の戻らないダム湖もある。またダム湖内の水位変動が激しい場合、湖岸の植生が不安定になるために湖岸での土砂生産もダム湖の水質に影響する。こうした複合的な要因でダム湖内の濁度が長期化する。特に懸濁する泥やデトリタスが多く含まれるようになるので、下流にかけてもこれらは流れ、河岸の岩やれきはすべて泥をかぶった状態になる場合もある。
ダム湖の流入水と放流水の水質の差異で顕著な違いが見られることが多いため、特に大規模なダム湖を持つダムの場合では長期化し易い。このため、下流の利水（上水道など）に影響を及ぼさないような対策として、濁水を放流しない様に上澄み部分の湖水を選択的に取水し下流に放流する、いわゆる「選択取水設備」を備えるダムが多くなっている。

### ダム湖の水温変化
流水を大量に貯める機能を持つ事や、放流口の場所により流入前と後の水温に大きな変化が見られる。ダム湖内の水の循環作用によりコントロールすることは極めて難しいが、施設増強や管理手法の改善などにより影響を緩和することも可能となっている。
特に問題となるのが低温水の放流で、放流を行う際ダム湖内の深部より取水する場合に多く見られる。太陽光によって温められにくい水温の低い水が下流部に流れるため、季節変動とは異なる水温の変化が引き起こされる。そのまま放流すると特にイネへの生育が阻害される等農業への影響（低水温被害）が及ぶ。このため対策として現在ダム湖の表面部分、太陽光によって自然の水温になっている表層部の湖水を取水することによって下流への低水温被害を防止する「表面取水施設」を設置するダムが多くなっている。

## ダムと河川環境
ダムと河川環境の影響を論じる場合、主に取り上げられるのは水量減少と流砂サイクルの寸断、漁業・河川生態系への影響がある。単一で挙げられる問題というよりは、複数の要因が絡み合って発生するので簡単に解決できない。こうした問題に対して日本の場合、現在は環境影響評価法による事前のアセスメントがダムを始めとする大規模公共事業については義務付けられており、厳しいアセスメントが要求されている。一方海外においては、より大規模な問題になりうる上、国際河川にダムが建設される場合には、周辺諸国との利害調整が発生する事から対処を誤ると国際問題に発展するケースも考慮される。

### 海外のダムと環境事情
幾つか例を挙げるとエジプト・ナイル川本川に1970年完成したアスワン・ハイ・ダムは長年流域を悩ませた水害とマラリアを撲滅することに成功、さらに安定した電力供給を実施したことによりエジプトの発展に貢献した。ところがダムによってナイル川の流砂サイクルが断絶し、下流に広がるナイル・デルタの形成に多大な影響を及ぼしたとの報告がある。実際ナイル・デルタの縮小が進んでおり、ダムとの因果関係が指摘されている。
また、今後の環境問題が憂慮されているダム事業として、中国雲南省のメコン川本川（中国では瀾滄江と呼ばれる）に現在建設が進められている小湾ダム（シャオワンダム）がある。堤高292.0m、総貯水容量約151億トンという世界屈指のダムであり、2013年に完成した。これは三峡ダム（長江）と同じく中国の国家プロジェクトである「西電東送」の一環として建設されており、認可出力420万kWの巨大水力発電所が稼動する予定である。だが、このダム建設によってメコン川下流への流砂サイクルの断絶による肥沃な土地の減少、メコン・デルタの縮小、流域の河岸侵食が懸念されている。中国はダム建設によるメコン川の水量安定をメリットとして強調している（小湾ダムには洪水調節機能も有している）が、ダム建設を現在見合わせているメコン川流域諸国で結成される「メコン川委員会」に加入しておらず、また詳細な情報公開を行っていない。このため将来的な環境への影響は未知数であり、こうした観点からも懸念する声がある。

### 日本のダムと環境事情
河川環境の面からダムを批判する場合、取り上げられるのは「涸れ川」の問題である。ダムの貯水によって河川の正常な流況が阻害され、漁業や環境に悪影響を及ぼすというものである。発電専用ダムの場合ではそういった指摘はある程度正しく、高度経済成長期には電源開発が重視された結果、河川流水機能が著しく悪化した例は全国各地で見られた。
発電用水利権を電力会社が保持している事から流水の復活は絶望的であったが、1997年（平成9年）に河川法が改正され、環境保護思想の高まりを背景に「河川環境維持」が法の趣旨に加えられた。多目的ダムでは通常不特定利水としての「河川維持用水」目的を持ち、豊水・渇水問わず常に一定量の水量を放流することで下流の河川環境（特に生態系）の改善を図る目的を有しており、一定量の河川流量維持は目的の一環として行われている。
多目的ダムの中には有明海や瀬戸内海に注ぐ河川（筑後川・吉井川等）のように冬季渇水期にノリ養殖保全のため、漁業協同組合の要請でダムの放流が行われる例も有る。また、先述の発電専用ダムにおいても、後述の大井川や信濃川のように流域自治体の要請により放流量を増加するケースが増え、ダム自体にも維持放流設備を備えるものが多くなってきている。この場合、住民の要請を受けた河川管理者（国土交通省や都道府県知事）が電力会社に仲介・交渉することが多い。

#### 大井川における河川環境改善
発電ダムの取水によって河川環境が損なわれる例は信濃川や熊野川等で見られたが、特に有名なのは大井川水系である。
1928年（昭和3年）に東京電力（当時は東京電燈）が富士川水系への分水を目的に田代ダムを建設。戦後に入ると1950年代に中部電力によって畑薙第一ダム・畑薙第二ダム・井川ダム・奥泉ダム・大井川ダム・塩郷ダムが本川に相次いで建設、支流の寸又川・笹間川等にも発電用ダムが建設され、これらのダムから一斉に発電用水が取水された事からかつては『箱根八里は馬でも越すが、越すに越されぬ大井川』とまで形容された急流・大井川の水量は激減。塩郷ダム下流では完全に水流が途絶し、さながら「賽の河原」状態となった。1975年（昭和50年）より静岡県は大井川の正常な流水復活を河川管理者である建設省中部地方建設局（現・国土交通省中部地方整備局）の仲介で中部電力・東京電力へ要請したが、取水量の減少は売り上げ減少に直結するために両電力会社は拒絶した。流域住民は大井川の清流復活を求め1987年（昭和62年）に塩郷ダム直下流で中部電力に示威行動を行う等強硬に流水の復活を求めた。
こうしたことを背景に県は再度中部電力と交渉、遂に同年4月塩郷・大井川両ダムと寸又川流域のダムからの河川維持放流に同意。1990年（平成2年）には塩郷ダムの河川維持放流を特に農繁期に増量することで合意した。この間建設省によって接岨峡下流に特定多目的ダムである長島ダムの建設が進められ、2001年（平成13年）に完成し河川維持放流も強化された。
最後に残った東京電力との交渉は容易に妥結しなかったが、1997年の河川法改正で河川環境保持が目的の一つに挙げられ、周囲の状況から環境保護重視の方向に向かわざるを得ず、東京電力も遂に2005年（平成17年）11月に県の要求する放流量に近い維持用水放流を田代ダムから行うことで合意した。中部電力・東京電力の両電力会社からすれば営業収入的には大損害であるが、環境保護と地元住民の理解無しでは企業イメージの下落など今後の円滑な事業遂行も困難になるとの判断によるものであった。こうした動きは全国各地の電力会社でも起こっている。

#### 隅田川における河川環境改善
反面、ダムによって河川環境が改善された例がある。東京都を流れる隅田川はかつて漕艇競技が盛んで明治天皇の天覧試合も有る程盛り上がりを見せていた。だが戦後の急速な人口増加は隅田川の自然浄化機能を著しく超える水質汚染を招き、メタンガスの湧き出る河川となってしまった。1961年（昭和36年）当時の隅田川の水質はBODが35 - 40ppmであり、汚染の目安が10ppmであることを考慮すると汚染は甚だしかった。このため早慶レガッタが同年水質悪化を理由に中止となる等、極めて深刻な状況となった。
隅田川の水質改善を図るべく東京都は下水道整備を促進したがこれだけでは不完全であった。そこで建設省は東京の渇水対策のために建設中であった武蔵水路を隅田川の浄化用水にも利用した。具体的には豊水期に利根川上流ダム群から放流された不特定利水分の水量を利根大堰で取水。武蔵水路を経て荒川に送水し新岩淵水門で隅田川に利根川の浄水を放流。自然浄化の促進を図った。この結果隅田川の水質は年次的に改善、1970年代後半にはBODも8 ppmまで改善し早慶レガッタも復活した。1992年（平成4年）には神田川にアユの遡上が確認され、1997年（平成9年）にはBODが4 - 5 ppmまで改善した。ダム・堰の連携と下水道整備による河川環境改善の最たる例である。

## 堆砂

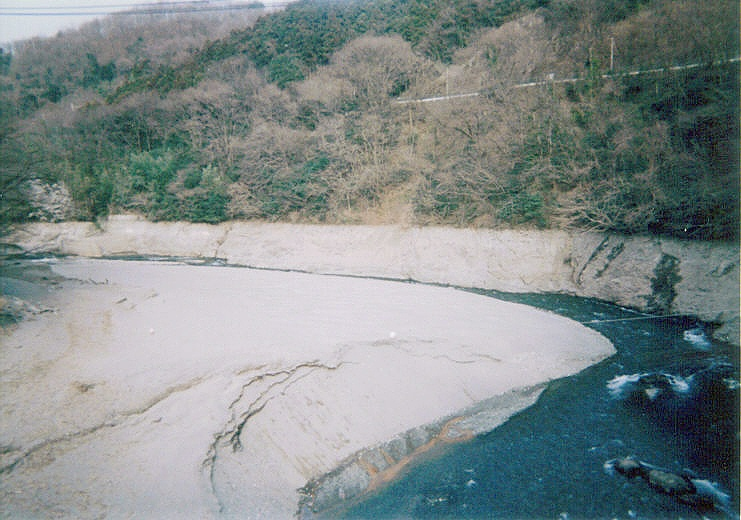
ダム湖における堆砂の状況
水流が緩いために、多量の泥砂が堆積する。
（高津戸ダム・群馬県）

ダムは河水を堰き止めるが、同時に上流からの流砂をも堰き止める。こうした堆砂（たいしゃ）の問題はダムを建設する際の永遠の課題とも言える。

### 堆砂による土砂動態の変化
河床低下
上流域で生産された土砂が、ダム湖で止まることなどにより、発生する現象。砂防設備や森林整備などの土砂止め工事の影響も多いが、ダムの持つ土砂止めの機能も大きな要因となる。下流河川の土砂含有量が減り、河床の砂礫の需給バランスが崩れることにより発生する。もともと土砂生産が多く天井川であった河川でも著しい河床の低下が見られる。河床にある砂礫の中でも、特定のサイズの砂が流失することが多い。
アーマー化現象
河床低下で河床の砂礫が減り、流出しにくいサイズの礫が、ダム湖内で沈殿しにくい微小なシルトや粘土質のもので固められ鎧のように強固になってしまう現象。河床の生物が、巣を作る際にシルトを固め、より強固な状態へとなることもある。ダム湖内で土砂サイズの含有量の選別が起こることも大きな要因として指摘されている。
河岸侵食
河床低下などの複合的な要因で、流水の流れる高さが変わることや、土砂含有量の少ない水が土砂生産を促すことにより河岸が削られる現象。これにより、新規堤防強化事業や橋梁付け替え工事の必要が生まれる。
海岸侵食
河川の持つ土砂生産量が変化することにより海岸の土砂の需給が変化し海岸線が削られること。複合的な要因がありダムのみに起因しているのではないが、河川が漂砂に与える影響は大きい。砂浜や干潟の土砂は堆積と侵食の微妙なバランスで成り立っており、河川からの土砂流下量の減少は海岸侵食に影響する。
ヘドロ
ダム湖底には上流より多くの有機物が流入する。本来ならば河口域まで流され、次第に分解していくはずのものであるが、それらが湖底に堆積し、撹拌の行われないことによる酸素の少ない条件下で分解することで、次第にヘドロとなる。古いダムには、多くのヘドロが堆積し、これが大きな問題となっている。放置すれば水深を減らし、水質を悪化させる。かといって、下流に流せばより広範囲にわたって汚物を流すことになる。したがって、出し平ダム（黒部川）で行われた第1回連携排砂事業は大量のヘドロを下流に流し、漁業に深刻な影響を与えた。また、熊本県で予定されている荒瀬ダム（球磨川）撤去についても、この検討が十分になされていないとの指摘されており、撤去により下流に与える影響が懸念されている。

### 日本のダム堆砂問題
「ダムは100年経つと砂に埋もれて使えなくなる」という意見がある。2002年（平成14年）11月18日付の朝日新聞では『44ダムで堆砂50%以上』というセンセーショナルな記事が掲載された。やがて田中康夫元長野県知事による「脱ダム宣言」の有力論証となった。さらに2014年には全国のダム100か所以上で堆砂による機能低下が会計検査院によって指摘された。ここでは日本のダム堆砂の現状と対策について述べる。

#### ダム堆砂の現状

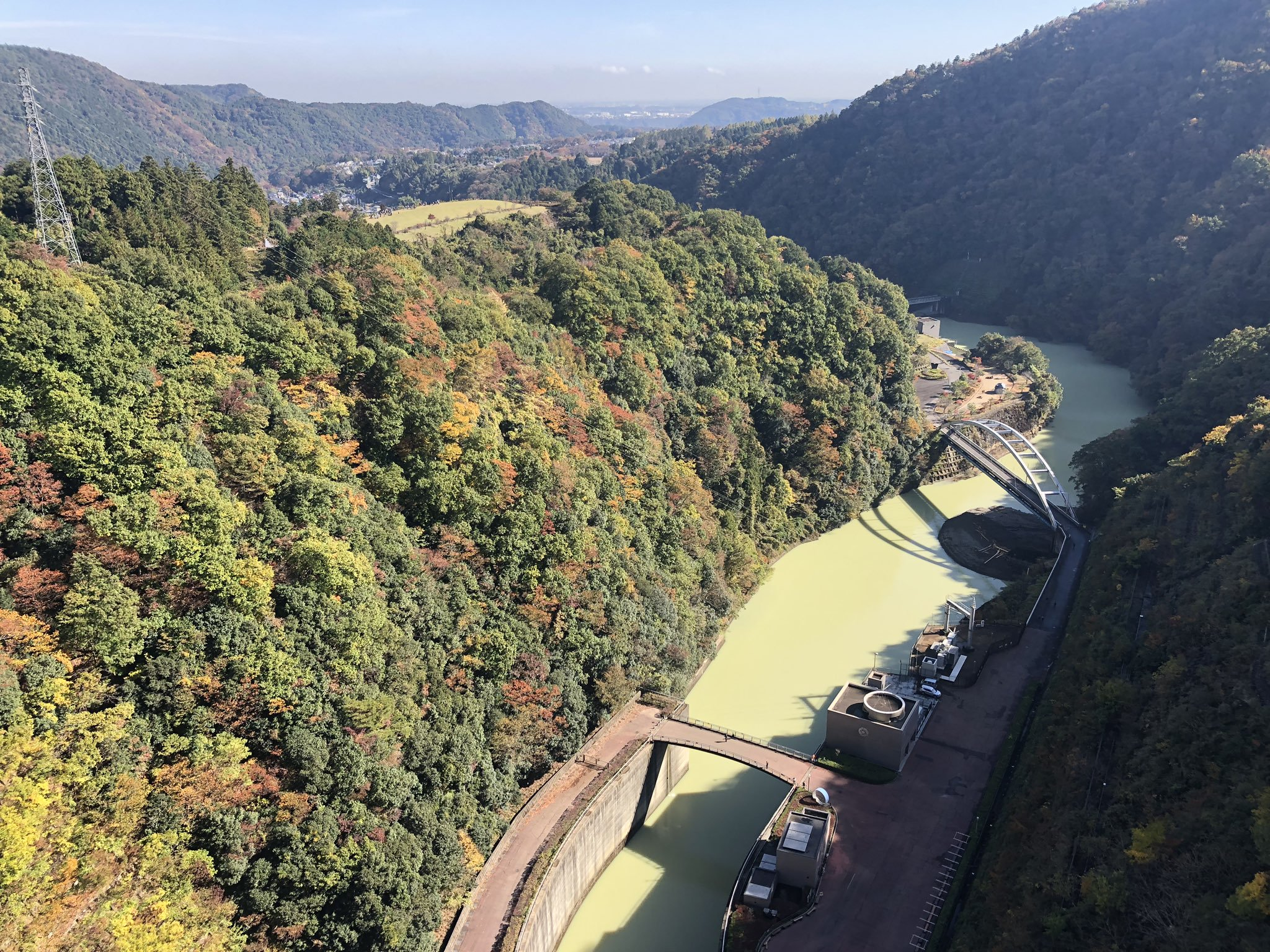
2019年10月の東日本台風の豪雨によって発生した石小屋湖の堆砂（奥側の橋の下の扇状の堆積物）。宮ヶ瀬ダムの天端から2019年11月に撮影。

ダムの堆砂を測るものとして堆砂率（たいしゃりつ）がある。堆砂率が、20パーセントを超えると堆砂が進行していることになる。水系別ダム堆砂率で見てみると、中央構造線付近を流域に持つ天竜川・大井川・富士川において水系内全ダム堆砂率が30パーセントを超えている。堆砂率上位10ダムの大半はこの3水系で占められる。他の河川ではどうかと言うと、全国109の一級水系においてダム堆砂が30パーセント以上進行している水系は前述3水系のほか、四万十川と那賀川の計5水系である。日本の主要水系では木曽川水系が15パーセント、信濃川水系が8パーセントであり、石狩川・北上川・利根川・淀川・吉野川・筑後川では5パーセント程度しか堆砂が進行していない。なお、排砂事業を実施している黒部川水系では16パーセント、川辺川ダムで問題と成る球磨川水系では7パーセントである。
ダム個別で堆砂進行状況を見ると、日本では千頭ダム（寸又川）の97パーセントが最高である。将来的な堆砂状況を試算した場合、堆砂問題が特に深刻な天竜川水系では佐久間ダム（天竜川）が無対策で放置した場合約200年で貯水池が砂で満杯となる試算が出ている。天竜川水系や大井川水系等、中央構造線付近にあるダムは地質的に土砂が流入しやすいため、多少にかかわらずこの傾向がある。だが、同様の試算で堆砂の影響が少ない河川の場合、矢木沢ダム（利根川）で約2,600年、岩洞ダム（丹藤川）では実に約70万年未対策で放置しないと貯水池が堆砂で満杯にはならないとされる。
一般にダム湖における堆砂は上流からの河川の平常時の流量では発生せず、豪雨等による急激な増水や、流域内での崩壊・火山噴火といった急激な土砂生産にともなって発生する。2019年（令和元年）10月の令和元年東日本台風（台風19号）では宮ヶ瀬ダムの直下の副ダムである石小屋ダムにおいて右岸の支沢で土石流が発生した。これにより急激な堆砂が発生した。

#### ダム堆砂の弊害
堆砂については個々の水系の地形・地質・降水量・流水量・地殻変動等多種の要素を勘案して議論しなければならないため、「100年でダムが満杯」と一律に語ることには語弊があり、誤解を招く。しかし、目的のいかんを問わずダム湖流入部等の流速が弱まる場所で堆砂が進行すれば、局地的な河床上昇等により河岸侵食や洪水をもたらす要因になるという指摘がある。泰阜ダム（天竜川）では上流の小渋川から流出する大量の土砂によって堆砂が進行、これにより1961年（昭和36年）の梅雨前線豪雨による水害（三六水害）の要因になったとの指摘が今なおなされている。
また近年地球温暖化に伴う集中豪雨は雨量の局地化、集中化と降雨量の極端な増加を招いているが、こうした気候変動などにより洪水時の堆砂流出量が増加するという変化もおきている。治水ダム・多目的ダムにおいては堆砂は洪水調節機能の低下に直結するため、計画容量だけでなく対策費の額も今後大きく変わる可能性もある。従って、放置したままでは堆砂に伴う先述のような弊害が起こりうることは疑いのない事実であり、近年の深刻な海岸侵食の一因にダムが挙げられていることを考慮すると、猶予のない対策が要求される。

#### ダム堆砂の対策
このように堆砂問題は古くから提起されていたが、以前は浚渫以外有効な除去方法がなく、技術的に堆砂除去は不可能と言われていた。だが近年では河川工学や土木技術の解明・進歩により有効な対策が実用化されて来ている。
天竜川水系では美和ダム（三峰川）や佐久間ダムで「排砂バイパストンネル」を設置、洪水時に土砂を含んだ河水を下流に迂回させることでダム湖堆砂防止と流砂機能促進を図ろうとしている。ただし、直下流の高遠ダムに貯まる堆砂対策はまだ実施されていない。2004年（平成16年）には美和ダムにおいて排砂トンネルが完成し、さらに深刻な堆砂が進行している小渋ダムでも完成が間近である。
黒部川水系では出し平ダム・宇奈月ダム（黒部川本川）の連携排砂が行われ、洪水時に下流に直接流砂させることで同様の効果を図っている。
近年建設が進められている一部の治水専用ダムでは利水を行わず、平常時は貯水せずに通常の流況を維持、増水時のみ洪水を貯留し洪水調節を行って堆砂と下流の水質低下を防止している。このようなダムは「流水型ダム」または「穴あきダム」と呼ばれ、足羽川ダム（足羽川）を始め益田川ダム（益田川）・立野ダム（白川）等で導入されている。このほか、ダム湖上流に貯砂ダムを設置し定期的に土砂を除去したり、「緑のダム」として植林を進めることで山腹からの土砂流出を抑制する試みが行われている。相模川水系では相模ダム・城山ダム（相模川）に溜まった土砂を直接採取し下流部の河原に運搬、洪水時に自然流下させることで湘南海岸の砂州後退を防止する試みを始めている。
ただし、長年湖底に堆積した堆砂はヘドロ化していたり、枯死した植物による硫化水素の発生など、ダイレクトな流下は環境に悪影響を及ぼす。実例として先述の出し平ダム連携排砂事業において、第1回排砂後ヘドロが河川に堆積・固着し黒部川・富山湾への漁業被害が発生、排砂被害訴訟も起きた。このため現在の堆砂流下事業は洪水時の自然流下を条件に実施し、漁業被害は起きていない。しかし、実施して日も浅く環境に与える影響がいまだ不確定な面があるため、注意深い観察が今後も必要である。荒瀬ダム（球磨川）のようなダム撤去も根本解決の一案ではあるが、堆砂処理対策が万全でないと同様の被害を及ぼしかない。「堆砂が進行するからダム撤去」ではなく、「堆砂を除去しダムをメンテナンスして、機能を維持」する方がリサイクル時代の現代においては、資源・財源保護の上で合理的と言える。ただし、水循環とそれに付随する流砂サイクルを考慮した場合、小手先の対策は問題を先延ばしにしているに過ぎないという意見もある。

## 生物への影響
ダムの建設が生物相に与える影響は極めて広範囲に及ぶ。以下に主要なものを挙げる。
直接的影響
ダム建設による破壊、ダム湖の形成による破壊など。当然ながら、ダムおよびダム湖になった場所の生物相は壊滅する。より下流域も建設工事による直接の影響を免れない。極端な例であるが、沖縄本島では元来河川が少なく、山間の渓流はさらに少ない中で、いくつものダムを造ったために、それらの大部分が失われてしまった。コケタンポポ、クニガミサンショウヅルといった固有種の生育域は壊滅と言って良い状態にある。オリヅルスミレに至っては野生では絶滅してしまった。
流域の分断
河川が途中で遮られることによる影響。水生昆虫や魚類、甲殻類などには、河川の上流から下流、海域の間を生活史の中で行き来するものがいる（回遊性）。このような種は、ダムなどにより河川が分断されると、移動や繁殖において大きな影響を受ける。資源と見なされる魚類に関しては魚道などの対策も取られるが、魚類以外の大部分の生物には助けとならないことが多い。
泥の影響
ダム湖の水は微小粒子が浮遊し不透明となる例が多い。このような水が下流に流れると、周辺の岩などが泥をかぶったようになり、渓流植物などの生育を妨げる。
氾濫抑制による影響
氾濫が起こりにくくなるため、河道固定や河道内樹林化など下流河川の地形が著しく変化しハビタット（生息域）の劣化や消失を招くこともある。